# رزیتا (تگزاس)
رزیتا (به انگلیسی: Rosita) یک منطقهٔ مسکونی در ایالات متحده آمریکا است که در شهرستان ماوریک، تگزاس واقع شده‌است. رزیتا ۲۰٫۶ کیلومتر مربع مساحت و ۲٬۷۰۴ نفر جمعیت دارد و ۲۳۵ متر بالاتر از سطح دریا واقع شده‌است.